# 李超荆
李超荆（1926年—2019年3月3日），女，福建福州人，中国中西医结合妇产科专家，曾任上海医科大学教授、博士生导师。